# Степовой, Арсентий Иванович
Арсентий Иванович Степовой (25.1.1919 — 12.3.1984) — стрелок 1063-го стрелкового полка 272-й стрелковой дивизии 7-й армии Карельского фронта, ефрейтор. Герой Советского Союза.

## Биография
Родился 25 января 1919 года в селе Кашперовка ныне Тетиевского района. Украинец. Член КПСС с 1944 года. Окончил начальную школу. Работал в колхозе, на сахарном заводе слесарем.
В 1939 году призван в ряды Красной Армии. В боях Великой Отечественной войны с июня 1941 года. Воевал на Карельском и 2-м Белорусском фронтах.
В сентябре 1941 года, ведя неравные бои, полк попал в окружение. Гитлеровцы пытались раздробить и смять окружённую часть. Но каждый раз они наталкивались на организованный огонь пулемётчиков. В этих боях А. И. Степовой был ранен.
После излечения ефрейтор А. И. Степовой прибыл в 1063-й стрелковый полк 272-й стрелковой дивизии и был назначен командиром отделения бронебойщиков, затем разведчиков. В канун 25-й годовщины Советской Армии группа разведчиков во главе с сержантом А. И. Степовым получила приказ добыть «языка».
В темноте разведчики преодолели минное поле и проволочное заграждение противника и оказались во вражеской траншее. А. И. Степовому удалось захватить фашиста. Теперь — к своим. «Язык» оказался на редкость ценным — бывший радист штаба корпуса, отправленный недавно за провинность на передний край. Он дал очень важные сведения.
В июне 1944 года войскам Карельского фронта предстояло форсировать широкую, многоводную Свирь и уничтожить Олонецкую группу противника. Все усиленно готовились к предстоящим боям. Командир полка поставил задачу — в течение пяти дней всем научиться плавать в полном снаряжении. А. И. Степовому пришлось выступать в роли инструктора — он хорошо плавал ещё с детства. По календарю был июнь, а свирская вода — холодная, будто огнём обжигает. Помогая товарищам, А. И. Степовой переплыл реку семь раз. Наутро, 21 июня 1944 года могучий грохот наполнил Карельские леса. Более трёх часов продолжалась артиллерийская подготовка. Первыми начали форсировать Свирь разведчики. Лодку на середине реки разбило. Воины добрались до берега вплавь. Тут они встретили новое препятствие — проволочное заграждение. В ряде мест проволоку разметало взрывами, и разведчики устремились в эти проходы. А. И. Степовой метким броском гранаты уничтожил расчёт вражеского пулемёта. МГ-42 оказался исправным. А. И. Степовой повернул его и вдогонку по фашистам выпустил несколько очередей. Разведчики стремительным броском вырвались вперёд, перерезали дорогу Ленинград — Петрозаводск и удерживали её до подхода основных сил.
Указом Президиума Верховного Совета СССР от 21 июля 1944 года за умелое форсирование реки Свирь в районе Лодейное Поле, проявленное мужество при захвате и удержании плацдарма, отражение контратак противника при овладении участком дороги Ленинград — Петрозаводск, уничтожение огневых точек ефрейтору Арсентию Ивановичу Степовому присвоено звание Героя Советского Союза с вручением ордена Ленина и медали «Золотая Звезда».
Позднее фронтовая судьба привела А. И. Степового в Польшу. В боях за Гдыню он добыл важные сведения, позволившие нашему командованию своевременно раскрыть замысел врага, сорвать его планы. В одном из последующих боёв А. И. Степовой был ранен осколком в голову. Праздник Победы довелось встретить в госпитале.
В 1946 году старшина А. И. Степовой демобилизовался. Вернулся в Кашперовку и работал на Кашперовском сахарном заводе. В 1974 году вышел на пенсию. Участвовал в работе райвоенкомата по военно-патриотическому воспитанию допризывной молодёжи. Скончался 12 марта 1984 года.
Награждён орденом Ленина, орденом Красного Знамени, медалями.